# Финкельштейн, Норман
Норман Финкельштейн (англ. Norman G. Finkelstein; р. 1953, Нью-Йорк) — американский политолог, писатель и активист. Его основными областями исследований являются политика Холокоста и палестино-израильский конфликт.

## Биография
Родился 8 декабря 1953 года года в Нью-Йорке в семье Гарри и Мэрилы Финкельштейн. Во время Второй мировой войны жившие в Варшаве, родители прошли через Варшавское гетто и концлагеря. Мать была узницей Майданека, отец находился в Освенциме. После войны родители познакомились в лагере для перемещённых лиц в Линце в Австрии и эмигрировали в США, где отец был заводским рабочим, мать — домохозяйкой, а затем бухгалтером. Мать была ярой пацифисткой. Оба родителя умерли в 1995 году.
Финкельштейн сказал о своих родителях, что «они видели мир через призму нацистского Холокоста. Они были в вечном долгу перед Советским Союзом (которому они приписывали поражение нацистов), и поэтому ко всем, кто был антисоветчиком, они относились крайне жестко». Они поддержали одобрение Советским Союзом создания Государства Израиль, как это провозгласил Андрей Андреевич Громыко, который сказал, что евреи заслужили право на государство, но считали, что Израиль продал свою душу Западу, и «отказались иметь с ним какие-либо отношения».
Финкельштейн вырос в Боро-Парке, затем в Милл-Бейсине, оба в Бруклине, Нью-Йорк, где он учился в средней школе Джеймса Мэдисона. В своих мемуарах он вспоминает, как сильно отождествлял себя с возмущением, которое его мать, ставшая свидетельницей геноцида, зверств Второй мировой войны, испытала по поводу кровавой бойни, устроенной Соединёнными Штатами во время войны во Вьетнаме. Один друг детства вспоминает «эмоциональный вклад его матери в левые гуманитарные дела, граничащий с истерией». Он «усвоил [ее] негодование» — черта, которая, по его признанию, сделала его «невыносимым», когда он говорил о войне во Вьетнаме, и это наполнило его отношением «святее, чем ты», о котором он теперь сожалеет. Но Финкельштейн считает свое поглощение мировоззрением своей матери (отказ отбросить чувство морального возмущения, чтобы продолжить свою жизнь) добродетелью. Впоследствии чтение Ноама Хомского сыграло роль в том, что он научился применять моральные страсти, завещанные ему матерью, с интеллектуальной строгостью.
В 1974 году окончил Бингемтонский университет. После этого Норман продолжил обучение в École Pratique des Hautes Études в Париже. В 1980 году Финкельштейн получил магистерскую степень по политологии в Принстонском университете, позднее получил степень доктора философии по политологии.
Его докторская работа, посвященная сионизму, и книга «Индустрия холокоста» вызвали ожесточённые споры и приобрели известную популярность в среде отрицателей Холокоста. В книге автор утверждает, что тема Холокоста используется Израилем и некоторыми еврейскими организациями для получения материальных выгод, а также с идеологическими целями.
Финкельштейн преподавал в Университете Ратгерса, Нью-Йоркском университете, Бруклинском колледже, Хантер колледже, католическом Университете Де Поля, Йельском Университете и в Оксфордском Университете.

## Критика
Финкельштейн был обвинён в ревизионизме некоторыми учёными и общественными деятелями. Сам Финкельштейн заявил, что считает общепринятую историографию Холокоста верной:

В моей книге нет ни единого слова, которое могло бы быть интерпретировано в качестве отрицания Холокоста. Напротив, я настаиваю на протяжении всей книги, что общепринятый взгляд на нацистский Холокост — конвейерные линии, индустриализованное убийство евреев — верен, и что общепринятые цифры убитых (более или менее) верны.
Оригинальный текст (англ.)There's not a single word in the book that can be interpreted as Holocaust denial. Rather the contrary, I insist throughout the book that the conventional view of the Nazi holocaust — i.e, an assembly-line, industrialized killing of the Jews - is correct, and that the conventional figures on those killed are (more or less) correct.